# NOAH “NEW HOPE”
『NOAH “NEW HOPE”』（ノア ニューホープ）は、2020年5月24日よりABEMAの格闘チャンネルおよび格闘チャンネル2で生配信されているプロレス中継番組。キャッチフレーズは「小型リングの次世代TVマッチ」。

## 概要
新型コロナウイルス感染拡大の影響を受け、プロレスリング・ノアの興行も中止、無観客興業に移される中であるものの、緊急事態宣言解除後も感染対策を施しながらの無観客興業は採算性から数が打てず、ビッグマッチの開催も当面困難とみられている。そこで親会社であるサイバーエージェントの持つテレビスタジオを使用し、ABEMAでの中継を用い、低予算で若手選手を中心にする実験的プロレスマッチとして番組が立ち上がる。
ノアの若手エースである清宮海斗を主軸に置き、清宮は「夢を実現させる場所」とコメントしている。全4試合。
シャトーアメーバで最も広い第0スタジオを使用するが、広さと天井高の関係上、ノアが通常使用する6.2m四方のリングではなく、5m四方のリングを使用。場外乱闘は照明設備、撮影スタッフの導線確保のため、入場口のある一面のみ使用可能。また撮影スタッフは白い防護服を着用する。
実況は市川勝也。解説は井上光（週刊プロレス）。レギュラーゲスト解説として潮崎豪。ソーシャルディスタンスの観点から実況解説は別スタジオである第1スタジオからモニターを見ながら行い、ゲスト解説もまた別スタジオからとなる。
第1回では清宮が試合勝利後「武藤敬司と戦いたい。俺の願いというか頼みというか、どうなっていくかどこまで話が続いていくかわからないけど、レインメーカー（オカダ・カズチカ）をこの体で体感したい」と発言し話題となった。
中継時間内に試合が終わり、時間に余裕ができた場合は実況解説陣で試合の振り返りトークが行われる。
2020年6月14日、21日には潮崎豪を中心とするビッグマッチ中継『NOAH “GO FORWARD” powered by ABEMA』を配信開始。7月5日から『NOAH “NEW HOPE”』と不定期交互の配信となる。
2020年夏以降は月2回の編成となり、大会名が番組名となっている。ABEMA格闘技チャンネル・プロレス中継担当プロデューサーの舟木商策は「わかりやすさ」を心掛け、スマホで見られることを念頭の上にカメラアングルなども検討。テロップなどはプロレスビギナーをターゲットに文字の大きさや見やすさを考えレイアウトしていることをインタビューにて答えている。煽りVTR制作は澁澤壯典チーム。

## 出演者

### レギュラー
- 実況：市川勝也
- 解説：井上光（週刊プロレス）

### ゲスト解説
- 山田邦子、松井珠理奈（不定期ゲスト解説、NOAH “GO FORWARD” のみ）

## 関連
- NOAH ABEMA中継　通常大会のABEMAでの中継番組